# Smużka tienszańska
Smużka tienszańska (Sicista tianshanica) – gatunek ssaka z rodziny smużek (Sminthidae).

## Zasięg występowania
Smużka tienszańska występuje we wschodnich górach Tarbagataj (w tym góry Saur), Tienszanie (na wschód od doliny rzeki Czatkał) i prawdopodobnie Ałatau Dżungarski we wschodnim Kazachstanie i północno-zachodniej Chińskiej Republice Ludowej (zachodni Sinciang).

## Taksonomia
Gatunek po raz pierwszy naukowo opisał w 1903 roku rosyjski zoolog Władimir Zalenski nadając mu nazwę Sminthus tianshanica. Holotyp pochodził z obszaru między rzekami Kapszagaj i Tsaima (tj. dorzecze Kunges, rzeka Gongnaisi, dopływ rzeki Hi, Xinyuan), na południowych obszarach zbocza Tienszanu, Xinjiang, w Chińskiej Republice Ludowej. 
S. tianshanica wcześniej traktowany był jako podgatunek S. concolor. S. tianshanica tworzy podstawowy klad w obrębie Sicista, reprezentujący najwcześniej zróżnicowaną linię i ma trzy rasy chromosomalne: „dżungarską” 2n = 34, „terskejską” 2n = 32 oraz „tałgarską” 2n = 32. Autorzy Illustrated Checklist of the Mammals of the World uznają ten takson za gatunek monotypowy.

### Etymologia
- Sicista: etymologia niejasna, J.E. Gray nie wyjaśnił znaczenia nazwy rodzajowej; Palmer sugeruje że nazwa to pochodzi od tatarskiego słowa sikistan, oznaczającego „stadną mysz”, bazując na opisie Pallasa[9]. Sam Pallas jednak wymienia nazwę tatarską dshilkis-sitskan („Dʃhilkis-Sitʃkan”), gdzie dshilkis to „stadny, żyjący w stadzie, gromadny” (łac. gregalis), natomiast sitskan to „mysz” (łac. mus, muris)[10], por. w jedenastowiecznym słowniku Mahmuda z Kaszgaru:  yılkı „stado” i sıçgan „mysz”[11].
- tianshanica: Tienszan, Azja Środkowa[12].

## Morfologia
Długość ciała (bez ogona) 57–73 mm, długość ogona 102–113 mm, długość ucha 12,5–15 mm, długość tylnej stopy 17–19 mm; masa ciała 7,2–13 g. Jest to niewielki ssak podobny z wyglądu do myszy o długim ogonie. Wierzch ciała szarobrązowy, bez ciemnych pręg (co odróżnia ją od smużki stepowej i leśnej), brzuch szary lub bladożółty.

## Ekologia
Gryzoń ten jest spotykany od stepów u podnóży gór (500 m n.p.m.), poprzez lasy górskie (liściaste i szpilkowe) aż po piętro halne Tienszanu (3200 m n.p.m., oprócz zachodnich obrzeży tego systemu górskiego), prawdopodobnie także w Tarbagataju. Najpospolitsza jest w lasostepach, na dolnej i górnej granicy lasów. Smużka tienszańska jest aktywna głównie o zmroku. Hibernuje, zależnie od wysokości na której żyje okres jej aktywności przypada na 3–5 miesięcy w roku; w regionie jeziora Issyk-kul jest aktywna od drugiej połowy maja lub początku czerwca do początku października. Wiosną i w pierwszej połowie lata żeruje, żywiąc się głównie drobnymi zwierzętami (owadami, mięczakami i dżdżownicami), od czerwca w jej diecie dominuje pokarm roślinny (nasiona i jagody). Rozmnaża się raz w roku, w pierwszej połowie lipca. W miocie rodzi się od 3 do 7 młodych.

## Populacja
Gryzoń ten jest szeroko rozprzestrzeniony. Choć jego liczebność podlega dużym fluktuacjom, a ogólny trend nie jest znany, nie ma powodów, aby podejrzewać, że gatunek jest zagrożony. Obecnie jest uznawana za gatunek najmniejszej troski.